# Facultad de Matemática, Astronomía, Física y Computación (Universidad Nacional de Córdoba)
La Facultad de Matemática, Astronomía, Física y Computación (FAMAF) es una de las 15 facultades que integran en la actualidad la Universidad Nacional de Córdoba. En esta institución se dictan carreras relacionadas con el área de Matemática, Astronomía, Física y Ciencias de la Computación.

## Historia

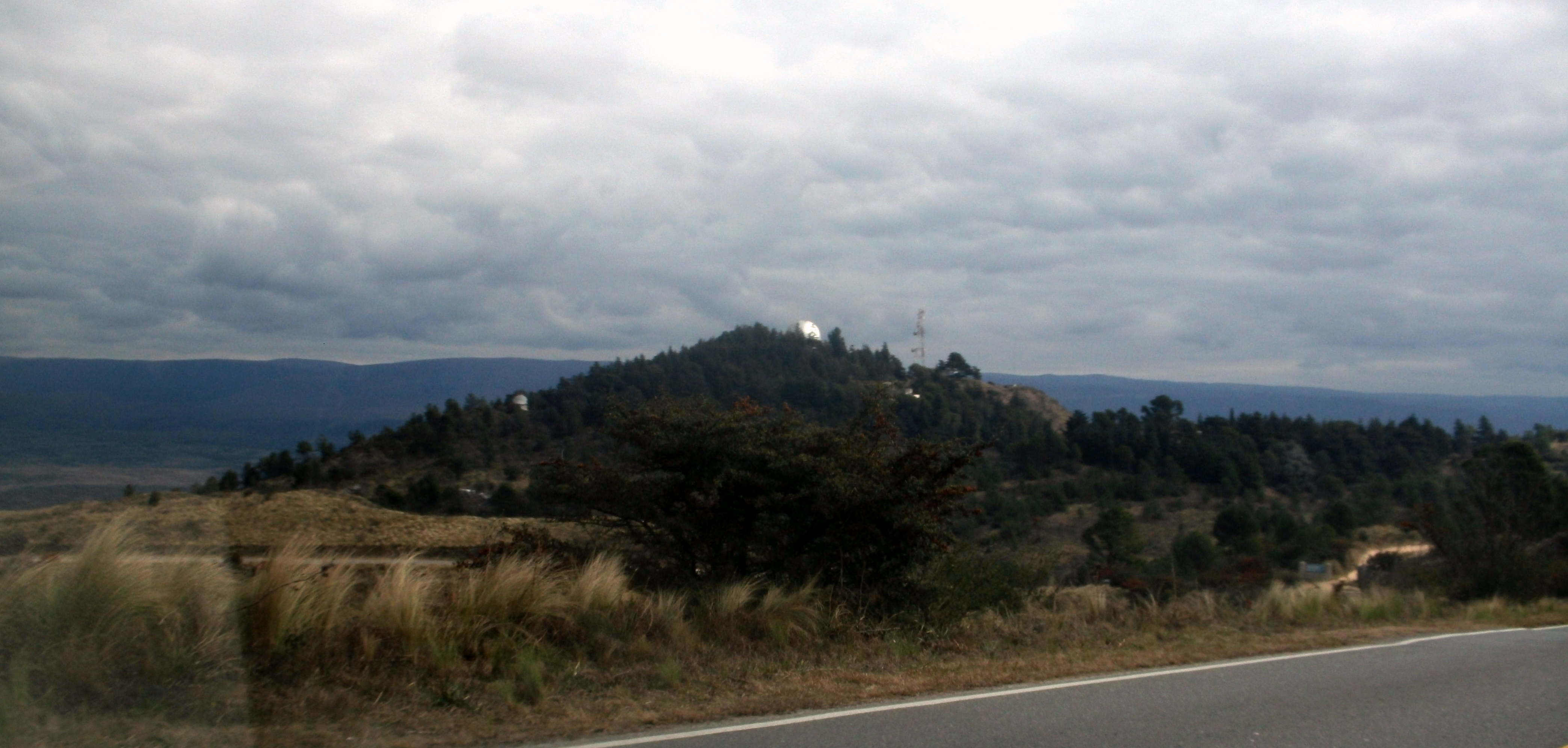
Observatorio de la UNC en medio de las sierras

La Facultad de Matemática, Astronomía, Física y Computación, tiene su origen en el Instituto de Matemática, Astronomía y Física (IMAF) creado el 15 de noviembre de 1956 como iniciativa del Dr. Enrique Gaviola para abastecer las necesidades del Observatorio Astronómico de Córdoba. En diciembre de 1983 se le dio el estatus de Facultad.

## Carreras de grado
- Licenciatura en Matemática
- Licenciatura en Astronomía
- Licenciatura en Física
- Licenciatura en Ciencias de la Computación (título intermedio: Analista en Computación)
- Licenciatura en Matemática Aplicada (título intermedio: Tecnicatura en Matemática Aplicada)
- Profesorado en Matemática
- Profesorado en Física
- Licenciatura en Hidrometeorología

## Doctorados y Maestrías
- Doctorados en Matemática, en Física, en Astronomía y en Ciencias de la Computación
- Maestría en Sistemas de Radar e Instrumentación (conjuntamente con la Facultad de Ingeniería del Instituto Universitario Aeronáutico)
- Maestría en Estadística Aplicada (conjuntamente con la Facultad de Ciencias Económicas)
- Maestría en Aplicaciones Espaciales de Alerta y Respuesta Temprana a Emergencias (conjuntamente con el Instituto de Altos Estudios Espaciales Mario Gulich).

## Especializaciones
- Sistemas de Radar e instrumentación (conjuntamente con la Facultad de Ingeniería del Instituto Universitario Aeronáutico)
- Criminalística y Actividades Periciales (conjuntamente con las Facultades de Ciencias Exactas, Físicas y Naturales, de Ciencias Químicas y de Ciencias Agropecuarias, todas de la UNC)
- Comunicación Pública de la Ciencia y Periodismo Científico (conjuntamente con la Facultad de Ciencias de la Comunicación de la UNC).